# 第38屆坎城影展
第38屆坎城影展於1985年5月8日至20日在法國坎城節慶宮舉行。金棕櫚獎由艾米爾·庫斯杜力卡執導的《爸爸出差時》獲得。
開幕片由彼得·威爾執導的《證人》， 閉幕片由約翰·鮑曼執導的《翡翠森林》。 本屆影展向美國演員詹姆斯·史都華致敬，並放映了安東尼·曼執導的1954年電影《葛倫米勒傳》的修復版。

## 主競賽評審
以下人士被選為競賽片的評審：
- 米洛斯·福曼：導演（評審團主席）
- 克勞德·伊貝爾（法语：Claude Imbert (journaliste)）：記者
- 愛德溫·茲伯內克（英语：Edwin Zbonek）：導演
- 法蘭西斯·韋伯（英语：Francis Veber）：導演
- 若熱·亞馬多：作家
- 莫洛・鮑羅尼尼（英语：Mauro Bolognini）：導演
- 米歇爾·佩雷斯（法语：Michel Perez）：記者
- 莫·羅斯曼（英语：Mo Rothman）：製片商
- 尼斯高·阿爾門德羅斯（英语：Néstor Almendros）：攝影師
- 莎拉·米爾斯（英语：Sarah Miles）：演員

## 金攝影機獎評審
以下人士被選為金攝影機獎評審：
- 伯納德·朱巴德（Bernard Jubard）
- 貝特朗·馮·艾芬德（英语：Bertrand Van Effenterre）：導演
- 喬爾·馬格尼（法语：Joël Magny）：作者
- 何塞·維埃拉·馬克斯（葡萄牙語：José Vieira Marques (ensaísta)）：影迷
- 洛倫佐·科德利（Lorenzo Codelli）：記者
- 彼得·寇伊（英语：Peter Cowie）：史家

## 正式競賽長片
以下電影參與角逐金棕櫚獎：
| 中文片名                 | 原文片名                         | 導演              | 製作國        |
| ------------------------ | -------------------------------- | ----------------- | ------------- |
| 《再見，拿破崙》         | وداعا بونابرت                    | 尤賽夫·夏因       | 埃及          |
| 《鳥人》                 | Birdy                            | 亞倫·帕克         | 美国          |
| 《布利斯》               | Bliss                            | 雷·勞倫斯         |               |
| 《紅酒燉雞》             | Poulet au vinaigre               | 克勞德·夏布洛     | 法國          |
| 《可口可樂小子》         | The Coca-Cola Kid                | 杜桑·馬凱韋耶夫   |               |
| 《雷德爾上校》           | Oberst Redl                      | 沙寶·伊斯特凡     | 匈牙利        |
| 《德伯倫斯》             | Derborence                       | 法蘭西斯·如瑟     | 法國、 瑞士   |
| 《偵探》                 | Détective                        | 尚盧·高達         | 法國          |
| 《再見，箱舟》           | さらば箱舟                       | 寺山修司          | 日本          |
| 《荒唐夜》               | Insignificance                   | 尼可拉斯·羅吉     | 英国          |
| 《錯配鴛鴦》             | Joshua Then and Now              | 泰德·柯契夫       | 加拿大        |
| 《蜘蛛女之吻》           | O Beijo da Mulher Aranha         | 艾克特・巴班克    | 巴西、 美国   |
| 《烽火人間》             | La historia oficial              | 路易斯・普恩佐    | 阿根廷        |
| 《戰爭狂人》             | Scemo di guerra                  | 迪諾·里西         | 義大利、 法國 |
| 《面具》                 | Mask                             | 彼得·博格達諾維奇 | 美国          |
| 《三島由紀夫：人間四幕》 | Mishima: A Life in Four Chapters | 保羅·許瑞德       | 美国          |
| 《蒼白騎士》             | Pale Rider                       | 克林·伊斯威特     | 美国          |
| 《激情密約》             | Rendez-vous                      | 安德烈·泰希內     | 法國          |
| 《已故的帕斯卡尔》       | Le due vite di Mattia Pascal     | 馬里奧·莫尼切利   | 義大利        |
| 《爸爸出差時》           | Отац на службеном путу           | 艾米爾·庫斯杜力卡 | 南斯拉夫      |

## 一種注目
以下電影參與角逐一種注目：
| 中文片名                                   | 原文片名                              | 導演              | 製作國      |
| ------------------------------------------ | ------------------------------------- | ----------------- | ----------- |
| 《A.K.》                                   | A.K.                                  | 克里斯·馬克       | 法國        |
| 《夜幕降臨》                               | עד סוף הלילה                          | 伊桑·格林         | 以色列      |
| 《親愛的，最親愛的，摯愛的，獨一無二的……》 | Милый, дорогой, любимый, единственный | 迪纳拉·阿萨诺娃   | 苏联        |
| 《山上的惡魔》                             | Il diavolo sulle colline              | 維托里奧·科塔法維 | 義大利      |
| 《魯卜哈利沙漠：非洲的女人》               | Empty Quarter（Une femme en Afrique） | 雷蒙·德帕東       | 法國        |
| 《仲火節》                                 | 火まつり                              | 柳町光男          | 日本        |
| 《遺產》                                   | Dediščina                             | 馬帝亞茲·克洛普奇 | 南斯拉夫    |
| 《拉丁人》                                 | Latino                                | 哈斯凱爾·韋克斯勒 | 美国        |
| 《死亡印記》                               | Das Mal des Todes                     | 彼得·漢德克       | 奥地利      |
| 《德·普索尼亞克先生》                      | Monsieur de Pourceaugnac              | 米歇爾·米特拉尼   | 法國        |
| 《亞歷克西納之謎》                         | Le mystère Alexina                    | 瑞内·弗瑞特       | 法國        |
| 《歐莉安娜》                               | Oriana                                | 菲娜·托雷斯       | 委內瑞拉    |
| 《主禱文》                                 | Padre nuestro                         | 弗朗西斯科·雷格羅 | 西班牙      |
| 《個人作用》                               | A Private Function                    | 馬爾科姆·莫布雷   | 英国        |
| 《阿基米德的後宮茶》                       | Le thé au harem d'Archimède           | 梅迪·夏夫         | 法國        |
| 《尋找小津》                               | 東京画                                | 文·溫德斯         | 美国、 西德 |

## 非競賽片
| 中文片名       | 原文片名                 | 導演                 | 製作國        |
| -------------- | ------------------------ | -------------------- | ------------- |
| 《翡翠森林》   | The Emerald Forest       | 約翰·鮑曼            | 英国          |
| 《葛倫米勒傳》 | The Glenn Miller Story   | 安東尼·曼            | 美国          |
| 《跳躍》       | Jumping                  | 手塚治虫             | 日本          |
| 《夜》         | Die Nacht                | 漢斯-於爾根·西伯伯格 | 西德          |
| 《夜魔》       | Night Magic              | 劉易斯·弗瑞          | 加拿大、 法國 |
| 《開羅紫玫瑰》 | The Purple Rose of Cairo | 伍迪·艾倫            | 美国          |
| 《緞子鞋》     | Le soulier de satin      | 曼諾·迪·奧利維拉     | 葡萄牙、 法國 |
| 《蒸》         | Steaming                 | 約瑟夫·羅西          | 英国          |
| 《證人》       | Witness                  | 彼得·威爾            | 美国          |

## 正式競賽短片
| 中文片名           | 原文片名                  | 導演                             | 製作國   |
| ------------------ | ------------------------- | -------------------------------- | -------- |
| 《喬治的生日》     | L'anniversaire de Georges | 帕特里克·特拉恩（Patrick Traon） | 法國     |
| 《婚姻生活》       | Женитба                   | 斯拉夫·巴卡洛夫 魯門·佩特科夫    | 保加利亚 |
| 《停！！禁止進入》 | Stop!! Wstęp Wzbroniony   | 克日什托夫·基維爾斯基            | 波蘭     |
| 《囚犯》           | პატიმარი                  | 邦多·沙爾沃維奇                  | · 苏联   |

## 獎項

### 正式競賽獎項
以下電影和演員獲得了1985年的獎項：
- 金棕櫚獎：《爸爸出差時》－艾米爾·庫斯杜力卡
- 評審團大獎：《鳥人》－亞倫·帕克
- 最佳導演獎：安德烈·泰希內－《激情密約（英语：Rendez-vous (film)）》
- 最佳女演员奖：
  - 諾爾瑪·阿萊安德羅－《烽火人間（英语：The Official Story）》
  - 雪兒－《面具（英语：Mask (1985 film)）》
- 最佳男演員獎：威廉·赫特－《蜘蛛女之吻》
- 最佳藝術貢獻獎：保羅·許瑞德－《三島由紀夫：人間四幕》
- 評審團獎：《雷德爾上校（英语：Colonel Redl）》－沙寶·伊斯特凡
- 金攝影機獎：《歐莉安娜（英语：Oriana (film)）》－菲娜·托雷斯（英语：Fina Torres）

短片
- 短片金棕櫚獎：《婚姻生活》－斯拉夫·巴卡洛夫和魯門·佩特科夫（英语：Румен Петков (режисьор)）

### 獨立競賽獎項
費比西獎：
- 《爸爸出差時》－艾米爾·庫斯杜力卡（競賽片）
- 《開羅紫玫瑰》－伍迪·艾倫（非競賽片）
- 《女人的面孔（英语：Visages de femmes）》－德西雷·埃卡雷（英语：Désiré Ecaré）（國際影評人週）

瓦肯獎：
- 《荒唐夜（英语：Insignificance (film)）》－尼可拉斯·羅吉（英语：Nicolas Roeg）

天主教人道精神獎：
- 《烽火人間（英语：The Official Story）》－路易斯・普恩佐（英语：Luis Puenzo）

青年電影獎：
- 外國電影：《與陌生人共舞（英语：Dance with a Stranger）》－麥克·紐威爾
- 法國電影：《阿基米德的後宮茶（英语：Tea in the Harem）》－梅迪·夏夫（英语：Mehdi Charef）

## 其他媒體
- INA: Opening of the 1985 Festival （页面存档备份，存于） (法文)
- INA: List of winners of the 1985 festival （页面存档备份，存于） (法文)

## 外部連結
- 1985 Cannes Film Festival (web.archive)
- Official website Retrospective 1985 的存檔，存档日期2019-01-20.
- Cannes Film Festival Awards for 1985 （页面存档备份，存于） at Internet Movie Database